# Mesožderi
Mesožderima se nazivaju životinje koje se hrane pretežno mesom. 
Tako se razlikuju od životinja čija se hrana sastoji od bilja a naziva ih se biljožderima, kao i od sveždera (u što se ubraja i čovjek) čija je hrana raznovrsna. Ranije je bio korišten i izraz strvinari. Kako međutim tu nema baš jasne razlike u odnosu na mesoždere, u stručnim se krugovima izraz više ne koristi.
U skupinu mesoždera spadaju zvijeri, neke vrste iz reda tobolčara, kao i neke vrste ptica i gmazova. 
Međutim, mesom se ne hrane isključivo životinje. Postoje i drugi organizmi koji se hrane mesom. To su, pored životinja, i:
- biljke mesožderke
- gljive mesožderke

## Popis mesoždera
Sisavci
- mačkolike životinje
- većina psolikih životinja
- kitovi
- gotovo svi šišmiši

Ptice
- ptice grabljivice
- supovi
- neke ptice vodarice

Gmazovi
- krokodili
- zmije
- neki gušteri
- neke kornjače